# Article 37 de la Constitution de la Cinquième République française
Article 36 Article 37-1
L'article 37 de la Constitution de la Cinquième République française définit l'étendue du domaine réglementaire et précise ses relations avec le domaine législatif.

## Texte de l'article
« Les matières autres que celles qui sont du domaine de la loi ont un caractère réglementaire.
Les textes de forme législative intervenus en ces matières peuvent être modifiés par décrets pris après avis du Conseil d'État. Ceux de ces textes qui interviendraient après l'entrée en vigueur de la présente Constitution ne pourront être modifiés par décret que si le Conseil Constitutionnel a déclaré qu'ils ont un caractère réglementaire en vertu de l'alinéa précédent. »
— Article 37 de la Constitution

## Commentaire
La Ve République opère ici un revirement avec les pratiques de la IIIe et de la IVe Républiques. Elle cherche à cantonner les pouvoirs du Parlement et à étendre ainsi la sphère d'action du gouvernement.
Cet article doit se lire en complément à l'article 34 qui précise sur quels domaines peut porter une loi. La loi n'a donc qu'un domaine d'attribution tandis que le règlement possède une portée générale. Toutefois, ce principe est atténué par le caractère large du domaine de la loi défini par l'article 34. En outre, si le Gouvernement peut s'opposer à une proposition de loi ou d'amendement qui touche au domaine réglementaire (article 41 de la Constitution), le Conseil constitutionnel estime que l'intervention du Législateur dans le domaine du règlement n'est pas inconstitutionnelle (décision n°82-143 DC du 30 juillet 1982 dite « blocage des prix et revenus ») : « qu'il apparaît ainsi que, par les articles 34 et 37, alinéa 1er, la Constitution n'a pas entendu frapper d'inconstitutionnalité une disposition de nature réglementaire contenue dans une loi, mais a voulu, à côté du domaine réservé à la loi, reconnaître à l'autorité réglementaire un domaine propre et conférer au Gouvernement, par la mise en œuvre des procédures spécifiques des articles 37, alinéa 2, et 41, le pouvoir d'en assurer la protection contre d'éventuels empiétements de la loi ».
L'article 37 est l'un des rares articles de la Constitution qui n'aient jamais été modifiés depuis 1958.

## Application
Dans sa décision 59-1 L du 27 novembre 1959, le Conseil constitutionnel affirme les compétences réglementaires du gouvernement, en l'espèce, dans l'organisation du conseil d'administration de la RATP.
Le second alinéa de l'article 37 permet au pouvoir réglementaire de procéder à des adaptations mineures de dispositions législatives, notamment dans les codes juridiques.
En raison des spécificités du droit de l'Union européenne et du fait que les États membres sont les premiers exécutants de ce droit, le pouvoir réglementaire a obligation de faire usage des dispositions de l'article 37 al. 2 pour prendre un règlement abrogeant des dispositions législatives empiétant sur le domaine réglementaire et violant le droit européen (Conseil d'État, 1999, Association ornithologique et mammologique de Saône-et-Loire).